# Öffentliche Versicherung Bremen

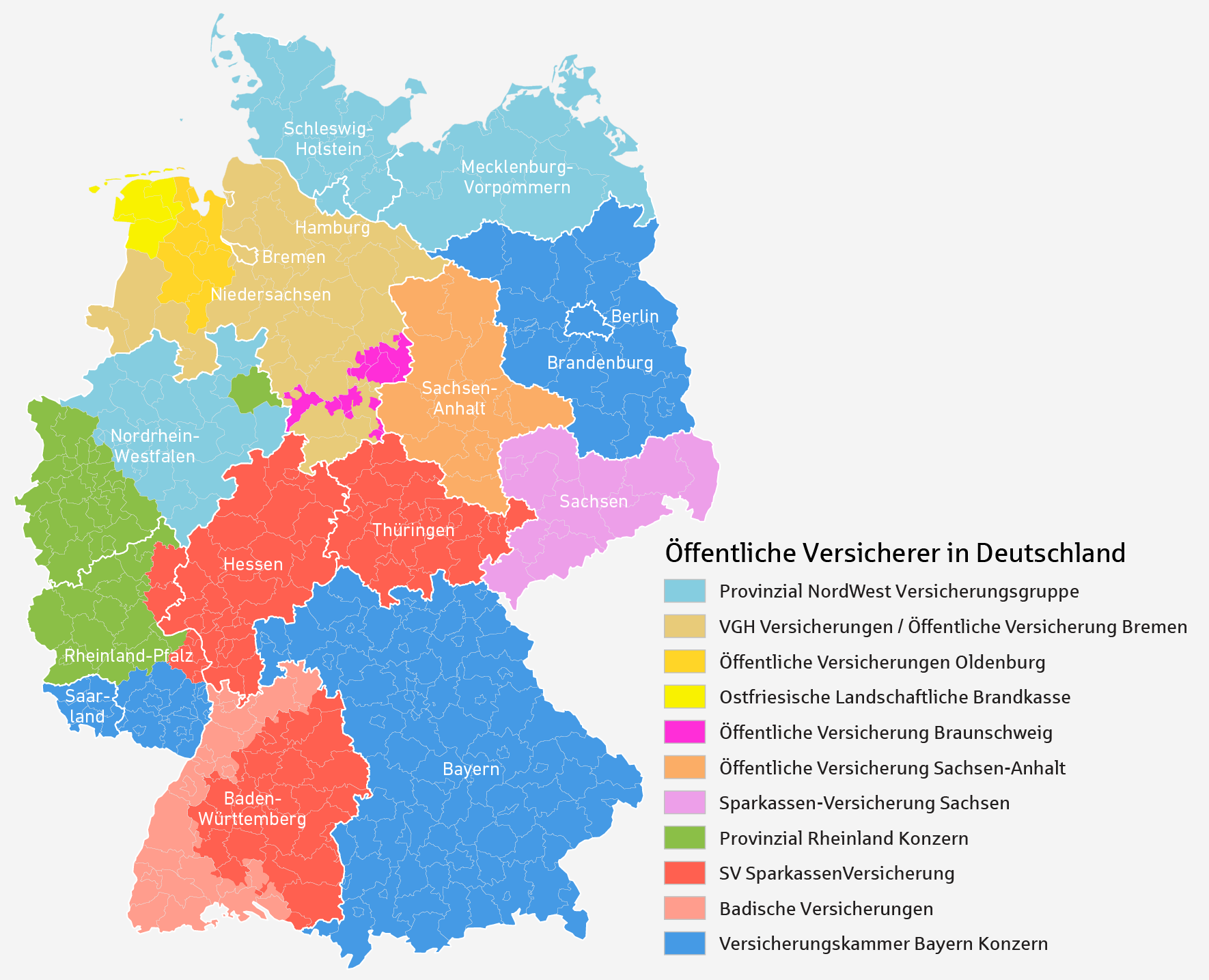
Geschäftsgebiete der Öffentlichen Versicherer in Deutschland

Die ÖVB Versicherungen (ÖVB) bilden sich aus der Landschaftlichen Brandkasse Hannover, der Provinzial Lebensversicherung Hannover, der Provinzial Krankenversicherung Hannover AG und der Provinzial Pensionskasse Hannover AG.

## Beschreibung
Unter dem Namen ÖVB Versicherungen tritt die Landschaftliche Brandkasse Hannover im Land Bremen als öffentlich-rechtlicher Versicherer am Markt auf. Weitere Finanzdienstleistungen werden in Zusammenarbeit mit der Weser-Elbe Sparkasse und der Norddeutschen Landesbank vermittelt.

## Vertrieb
Zur ÖVB gehören 15 Versicherungsagenturen in Bremen und 4 in Bremerhaven. Weiterhin erfolgt der Vertrieb über etwa 10 Sparkassen-Geschäftsstellen der Weser-Elbe Sparkasse und die NordLB.

## Sponsoring
Die ÖVB ist Partner-Sponsor von Werder Bremen. Seit dem 1. September 2011 heißt die einstige Bremer Stadthalle (zuletzt Bremen Arena) ÖVB Arena.